# Stephanos Ier Sidarouss
Stephanos Sidarouss (arabe : إسطفانوس الأول سيداروس), né au Caire le 22 février 1904 et mort dans la même ville le 23 août 1987, est un cardinal de l'église catholique, Patriarche d'Alexandrie et de toute l'Afrique des Coptes de 1958 à 1986. 

## Biographie
Il entre chez les lazaristes (Congrégation de la Mission) et suit ses études en vue de devenir prêtre dans les maisons de la congrégation en France. Il est ordonné prêtre le 22 juillet 1939 à Dax. 
Il enseigne ensuite au séminaire d'Évreux et dans les scolasticats de Dax et de Montmagny dans le Val-d'Oise jusqu'en 1946. De retour en Égypte en 1946 il est nommé directeur de l'institut ecclésiastique des coptes catholiques. 
Dès le 9 août 1947, le synode des évêques de l'église copte catholique l'élit comme évêque auxiliaire d'Alexandrie. Il reçoit alors le titre d'évêque titulaire de Sais (de). Il reçoit la consécration épiscopale des mains du patriarche Marc II Khouzam le 25 janvier suivant. 
Le 10 mai 1958, il est élu évêque d'Alexandrie des Coptes, ce qui implique les fonctions de patriarche d'Alexandrie et de toute l'Afrique des Coptes et de primat de l'Église copte catholique. Il participe comme père conciliaire aux quatre sessions du concile Vatican II de 1962 à 1965. 
Paul VI le crée cardinal lors du consistoire du 22 février 1965, jour de son soixante-et-unième anniversaire. 
Il participe comme cardinal électeur aux deux conclaves d'août et d'octobre 1978 qui se concluent respectivement par les élections de Jean-Paul Ier et Jean-Paul II. 
Il renonce à sa charge de patriarche le 24 mai 1986 après avoir assumé cette fonction pendant 28 ans.